# ヘンケル
ヘンケル (Henkel AG & Co. KGaA) は、ドイツのデュッセルドルフに本社を置く多国籍企業である。
シャンプー、歯磨き粉、染髪剤等のビューティー、口腔ケア用品を製造するビューティーケア、洗濯用合成洗剤や食器用洗剤等の家庭用洗剤を製造するランドリー＆ホームケア、個人や工業向けの接着剤関連製品を製造するアドヒーシブ テクノロジーズの3部門を世界で展開している。接着剤を製造販売する会社としては世界最大の売り上げを得ている。5大陸の約125カ国に展開するが、その多くはヨーロッパ及び北アメリカである。

## ブランド

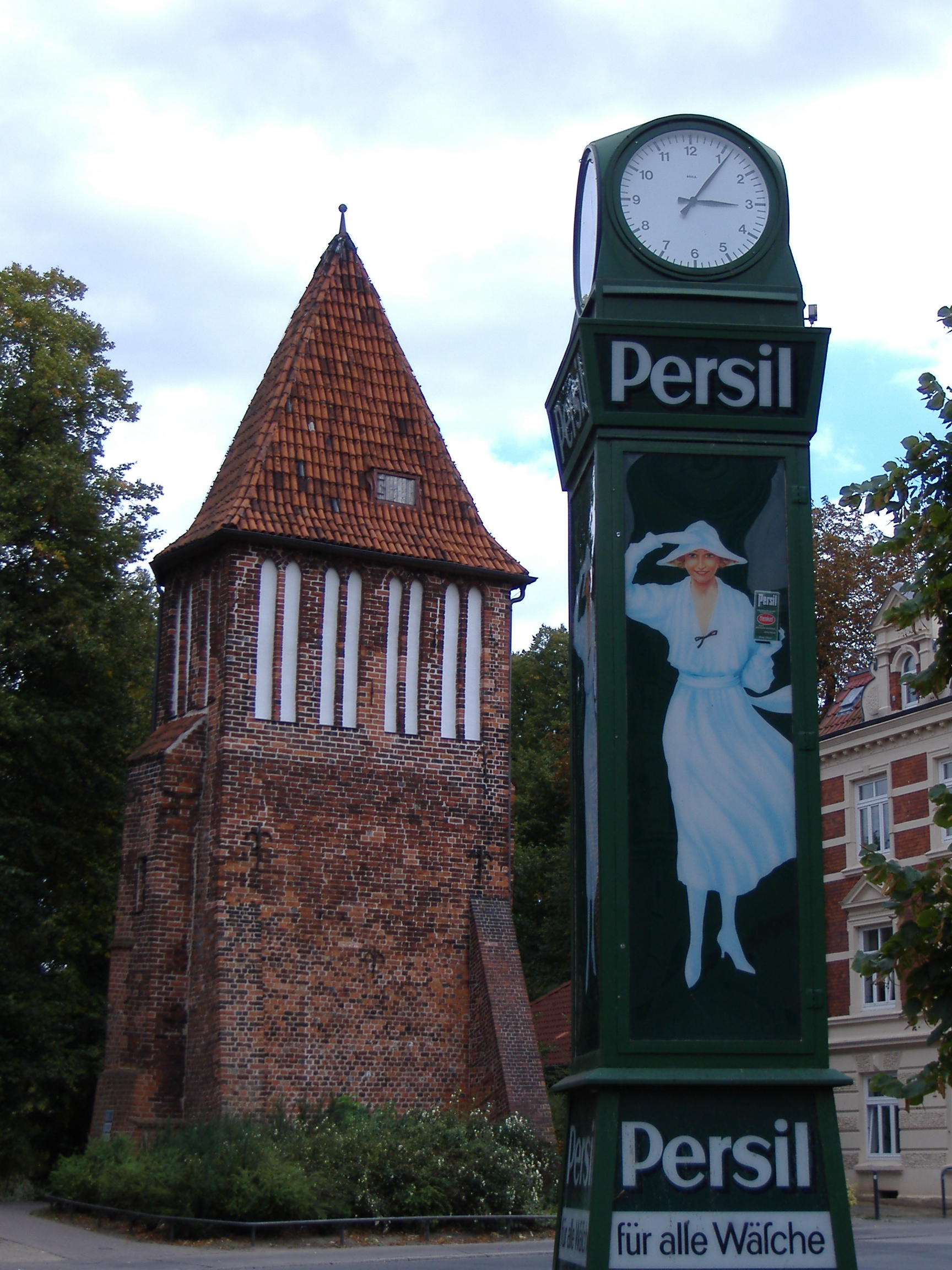
Persil – ヴィスマールにある広告

ヘンケルは、化学薬品のPlastic Padding、洗濯用合成洗剤のPersilやSpee、柔軟剤のVernel/Silan、食器洗剤のSomat/Glist、液体洗剤のPril、ヘアケアのシュワルツコフ（Schwarzkopf）、シャンプーのSchauma、消臭剤のFa、スキンケアのDiadermine、ハンドソープのDial、接着剤のロックタイト（Loctite）やUniBond、スティックのりのプリット（Pritt）、コーキング剤のPolyseamseal等のリーディングブランド製品を扱う。その中でもヘンケルの最も有名なブランドは、初めて市販された合成洗剤であるPersilである。これ以前は粉状か固体状の石けんを使うしかなかった。

## 歴史
ヘンケルは、1876年に当時28歳の科学に興味のある商人フリッツ・ヘンケルがアーヘンで2人の仲間とともにHenkel & Cieとして創業した。彼らは最初の商品として、ケイ酸塩を用いた汎用洗剤"Universalwaschmittel"を発売した。
1878年、さらに輸出の機会と売上げを得るために、ヘンケルは本社をライン川沿いのデュッセルドルフに移した。デュッセルドルフはルール地方への窓口になっていて、19世紀からドイツ帝国で最も重要な工業地帯であった。またこの年、初めてのドイツ語のブランド名の洗剤であるHenkel's Bleich-Sodaが登場した。求めやすい価格で、丈夫な紙袋に入れて売られているのが特徴であった。水ガラスと重曹から作られ、フリッツ・ヘンケル自身の研究によって作られたものだった。重曹はMatthes & Weber製のものが使われた（ヘンケルはこの会社を1917年に買収し、1994年に売却した）。
1879年、フリッツはこの会社の登記上の単独オーナーとなった。Henkel's Bleich-Sodaの売上げは急激に上昇し、1年の内に賃貸の工場では需要を満たせなくなった。フリッツは線路沿いに自社工場を建設することを決意した。
1883年、流動性を向上し営業部員の効率を上げるため、フリッツは洗剤以外の製品も発売することを決め、1884年から販売を始めた。新しい製品には、洗濯用青味剤や洗濯のり、液体洗剤、ポマード、ビーフエキス等があった。ヘンケルはすぐに国際的な知名度を上げ、1886年にはオーストリアに初めて国外出店した。この前年にCarl Patheは代表としてウィーンに赴任した。1893年には、イングランド及びイタリア向けの商売を始めた。

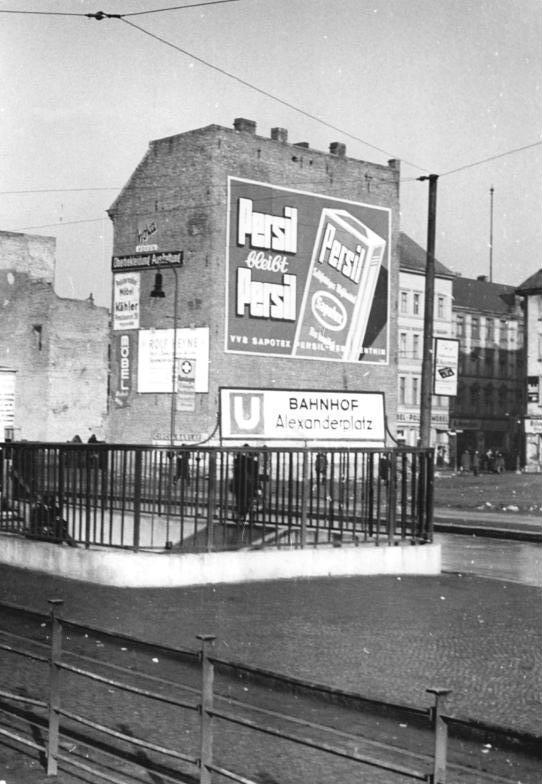
ベルリンに描かれたヘンケルの壁画、1951年

1903年、ハンス・シュワルツコフ(1874-1921)の創業したシュワルツコフが粉末シャンプーの販売を始めた。Persilは1907年に初のセルフ用洗濯洗剤として市場に投入された。ヘンケルは創業から同族経営であった。1893年にフリッツ・ヘンケル・ジュニア(1875-1930)が見習いとして工場で働き始めた。経営を学んだ後、彼は父親の右腕となり、ヘンケルのブランドの基盤を作った。1904年7月25日に彼はヘンケルの共同経営者となった。
1912年には、デュッセルドルフで生産される製品の量は、49,890トンにもなった。そのうち40%は発売5年目のPersilで、19,750トンになった。従業員数は前年の89人から1,024人になり、そのうちの約半数は女性だった。工場には応急処置センターが設置され、常勤の看護士が置かれた。また前年には野球場が作られ、休み時間に運動することが奨励された。女性従業員は昼休みに会社の家事学校に通うこともできた。
1923年1月11日、フランスとベルギーの軍によりルール占領が行われた。この占領により、Persilの包装に使う接着剤の購入が困難になり、自社工場で接着剤を賄うことになった。これがきっかけでヘンケルは接着剤の需要が高いことに気付き、1923年6月22日に初めて工場から接着剤を出荷した。
第二次世界大戦中は、外国人や捕虜が働き、ヘンケルは多額の賠償を負担することになった。

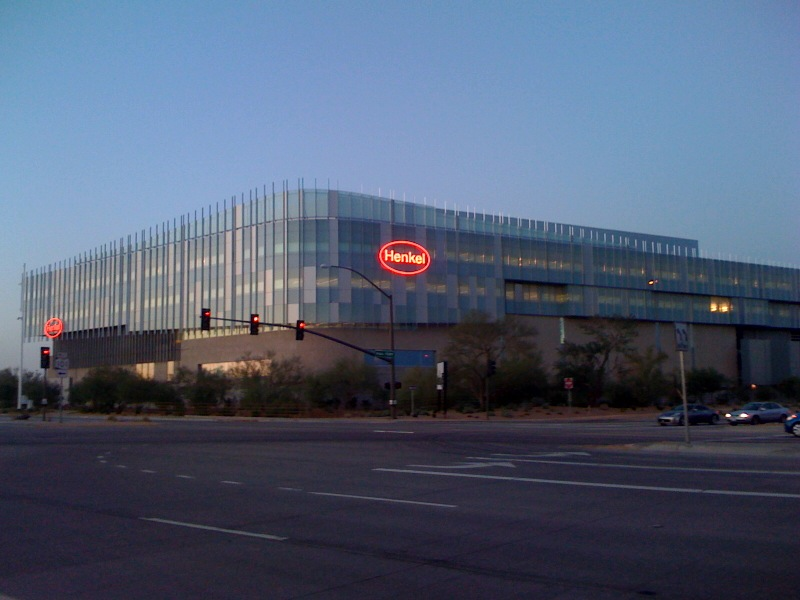
スコッツデール (アリゾナ州)にあるヘンケルの米国本部

1945年4月16日、アメリカ合衆国軍がヘンケルのデュッセルドルフ工場を占領した。6月5日、イギリス軍がアメリカ軍から引き継いだ。7月20日からは、イギリス政府は徐々に接着剤、P3、水ガラス、石けん、洗剤等の製造許可を出していった。1945年9月20日には、ヘンケル家の5人と経営委員会の他の7人が抑留された。
1949年に、シュワルツコフがSchaumaというブランドのシャンプーを発売し、ドイツで最も人気のあるシャンプーとなった。
1954年、ヘンケルの子会社Dreiringが新しいタイプのトイレ用石けんFaを発売した。1970年からはそのシリーズとして、Faブランドの洗剤、シャワージェル、入浴剤等も発売され、Faは洗面用品の最も有名なブランドの1つとなった。
1969年には世界最初のスティックのりPrittが発売された。その後数年でこのブランドの下にいくつかの商品が開発され、ヘンケルの文房具部門の主力となった。同年にPrittの輸出が開始され、最終的に世界で最も広がったヘンケル製品となった。
1960年代から、ヘンケルは有機化学の分野にも手を伸ばし始めた。1960年にStandard Chemical Products, Inc.を買収してアメリカの化学製品市場に参入し、1971年にHenkel Incと改名した。1962年にはドイツ国内での接着剤の最大の競争相手だったハノーファーのSichel-Werke AGを買収した。1974年にはアメリカのThe Clorox Companyの経営に参画し、ヘンケルが開発した製品の製造、販売を行わせ、2004年に売却した。1983年にはHeyden GmbHを買収して化粧品部門を強化した。1991年には1898年創業のTerosonを買収してヘンケルの接着剤と表面技術の部門を移した。1997年にはLoctiteも買収した。2004年のアメリカ企業Dial Corporationの買収は、それまでのヘンケルの歴史で最も大きいものであり、ヘンケルの北アメリカ市場開拓に大きく貢献した。また同じアメリカの化粧品会社のAdvanced Research Laboratories (ARL)も買収している。
2008年4月、ヘンケルはAkzo Nobelから、かつてNational Starchが保有していた接着剤と電子材料の部門（National Starch ＆Chemical, Ablestuk, Acheson Colloid）を引き継いだ。2007年時点で、National Starchのこの2つの部門は約18.3億ユーロの売上げがあり、買収額は約37億ユーロだった。

## ヘンケルアートアワード
2002年、Henkel CEEは東ヨーロッパ及び中央アジアの30カ国を対象としたヘンケルアートアワードを創設した。賞金の授与とウィーンでの展示の他に、受賞者の故郷での展覧会も開催される。

## 日本におけるヘンケル
日本ではアドヒーシブ テクノロジーズ（接着技術）とビューティーケア（ヘア、ボディ、スキン、オーラル用）の2事業を展開している。日本法人はヘンケルジャパン株式会社（HENKEL JAPAN LTD.）およびヘンケルエイブルスティックジャパン株式会社の2法人がある。ヘンケルジャパン株式会社は、東京（ビューティーケア部門）や横浜市・大阪市（接着技術部門）の本社を中心に各地に営業所・事業所を、また美容師向けの美容教育施設「ASK academy」や接着剤の研究開発施設「ヘンケル技術センター」を持つ。ヘンケルエイブルスティックジャパン株式会社は横浜市にオフィスを持つ。
ビューティーケア事業は一般消費者向けとヘアサロン向けに行われており、ヘアサロン向けでは特にシュワルツコフ プロフェッショナルが知られている。ヘンケルジャパンのほか、かつては一般消費者用カラーリング剤等を扱う100％子会社としてシュワルツコフヘンケル株式会社を持っていたが、2016年8月1日に同社はヘンケルジャパンに吸収合併され、一本化された。
2022年7月1日付で、資生堂が手掛けていた「SHISEIDO PROFESSIONAL」などのヘアサロン向け業務用事業を譲受したが、事業を承継する資生堂プロフェッショナル株式会社の株式の取得は、ヘンケルジャパンではなくオランダ法人であるHenkel Nederland B.V.が行う。